# Louvemont-Côte-du-Poivre
Louvemont-Côte-du-Poivre ist eine französische Gemeinde ohne Einwohner im Département Meuse in der Region Grand Est (bis 2015 Lothringen).
Die Gemeinde hat keine Einwohner, es handelt sich um eines der neun im Ersten Weltkrieg während der Schlacht um Verdun vollständig zerstörten Dörfer im Département Meuse, die nie wieder aufgebaut wurden. Die Einwohnerzahl betrug 1911 noch 183 Einwohner. Nach Einstellung der Feindseligkeiten wurde beschlossen, die Gemeinde zu bewahren und zum „für Frankreich gefallenen Dorf“ zu erklären. Hinderungsgründe für die erneute Besiedlung waren auch die Belastung des Bodens mit Blindgängern, Resten von Giftgas, sonstigem Kriegsmaterial und die nicht bestatteten Gefallenen.
Heute wird die Gemeinde von einem dreiköpfigen Rat verwaltet. Die drei Personen werden vom Oberhaupt des Départements (dem Präfekten) ernannt. Louvemont-Côte-du-Poivre liegt zehn Kilometer nördlich von Verdun im Forêt de Verdun. Erreichbar ist der Ort von Bras-sur-Meuse über eine Nebenstraße von der D913 (Richtung Douaumont). 
Die neun zerstörten Dörfer sind Beaumont, Bezonvaux, Cumières, Douaumont, Fleury, Haumont, Louvemont, Ornes und Vaux.

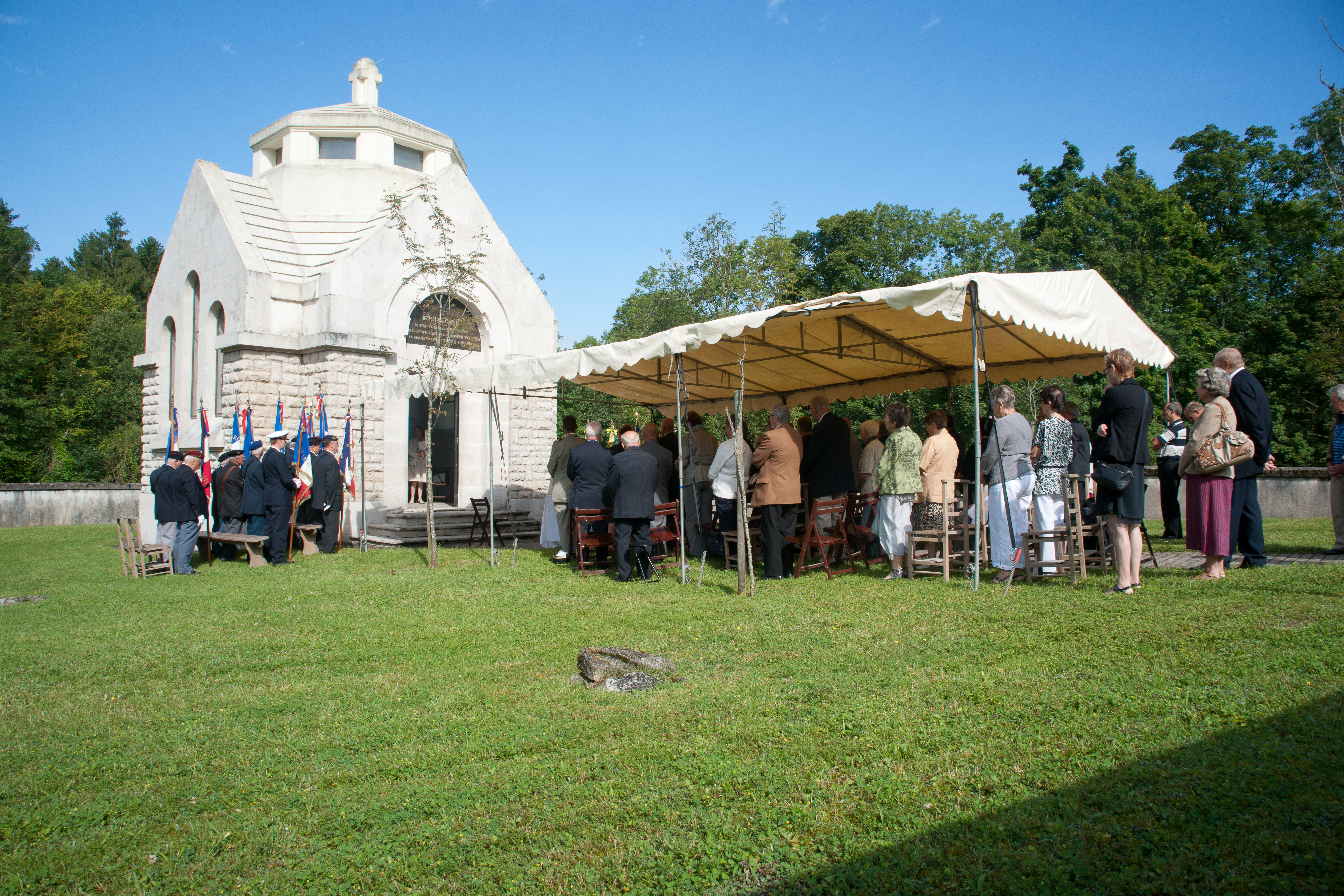
Gedenkkapelle Saint-Pierre-ès-Liens